# Sad Wings of Destiny
Sad Wings of Destiny es el segundo álbum de estudio de la banda británica de heavy metal Judas Priest, publicado en 1976 por Gull Records y su último trabajo con este sello independiente. Tras su lanzamiento recibió reseñas positivas de la crítica especializada. Posteriormente sería calificado como el disco que redefinió el heavy metal y como uno de los más influyentes del género desde el álbum debut de Black Sabbath.
La gran mayoría de sus canciones habían sido interpretadas en directo previamente, en 1975, como parte de la gira promocional de Rocka Rolla. Algunas de ellas incluso habían sido compuestas durante la grabación de su disco debut, pero no se incluyeron en él por decisión del productor Rodger Bain.
A fines de 1976 y tras los buenos resultados del disco, el grupo firmó un contrato con CBS Records, hecho que implicó su renuncia al sello Gull. La discográfica se adueñó tanto de los derechos de este álbum como de los de Rocka Rolla. En septiembre de 2024 volverían a tener los derechos de los primeros dos discos, pudiendo entonces lanzar una versión remasterizada por 50 años de Rocka Rolla y la versión original de Sad Wings of Destiny en plataformas de streaming.

## Antecedentes y grabación
En 1975, mientras Judas Priest aún daba los últimos conciertos de la gira Rocka Rolla Tour, el sello Gull contrató a los músicos ingleses Jeffrey Calvert y Max West para que trabajaran en conjunto con la banda en la producción de su nuevo álbum. La discográfica aportó únicamente 2000 £ para la producción y el alquiler del estudio de grabación, por lo cual algunos de sus integrantes debieron conseguir trabajos esporádicos para costearla; K. K. Downing se empleó en una fábrica, Glenn Tipton fue jardinero e Ian Hill trabajó como conductor de un camión de reparto.
Todas las canciones se grabaron en los estudios Rockfield de Gales en tan solo dos semanas, entre noviembre y diciembre de 1975. Las sesiones comenzaban a las 15:00 y culminaban a las 3:00 Por su parte, la mezcla se realizó en los estudios Morgan de Londres en una única semana. Al poco tiempo de salir a la venta llamó la atención de CBS Records, y con la ayuda del nuevo mánager David Hemmings, la banda firmó un nuevo acuerdo discográfico a finales de 1976. Este nuevo contrato implicó romper relaciones con Gull Records, que se quedó con los derechos de todas las canciones de sus dos primeros álbumes, incluidas las maquetas y otras grabaciones relacionadas. Desde entonces, la agrupación no es dueña de los derechos y ni siquiera de las ventas que generaron o generan dichas producciones.

## Lanzamiento y promoción
Se lanzó oficialmente el 23 de marzo de 1976 en el Reino Unido a través del sello Gull, mientras que en los Estados Unidos fue distribuido en un principio por Ovation Records y más tarde por RCA. Al momento de su publicación hubo una discusión entre Judas Priest y Gull Records, ya que la banda había decidido que el álbum comenzara con «Prelude», pero la discográfica optó por «Victim of Changes» como canción inicial. Luego de que Gull se declarara en bancarrota en 1984, los derechos tanto de Rocka Rolla como de este disco fueron vendidos a diversos sellos discográficos, quienes los han remasterizado en distintos formatos de grabación. Entre sus relanzamientos, que suman más de una docena, se destacaron los realizados por Line Records y Repertoire Records en 1996 y 2011 respectivamente, porque incluyeron el listado de canciones ordenado de acuerdo a lo previsto por la banda, con «Prelude» como pista inicial.
Por su parte, el álbum tuvo poco éxito comercial al principio y fue difícil que lograra notoriedad debido al auge del punk rock por esos años. Para promocionarlo, trece días antes de su lanzamiento se puso a la venta su único sencillo, «The Ripper», que contó con diferentes canciones como lado B según la edición. El 6 de abril de 1976 en la ciudad inglesa de Truro se inició su respectiva gira promocional, que culminó el 27 de mayo del mismo año en Londres. Posteriormente la banda dio dos conciertos fuera del tour inicial: el 20 de junio en Londres y el 25 de junio en Saarijärvi, Finlandia.

## Portada
Luego de escuchar las primeras maquetas del disco, el agente de artistas del sello Gull, Neil French, diseñó la imagen de la portada basándose en las letras dramáticas de «Dreamer Deceiver». Dibujó un boceto de un ángel caído rodeado de llamas y lo presentó al dueño de la discográfica David Hewells y al director artístico John Pasche, quienes le encargaron la portada al artista inglés Patrick Woodroffe. La obra, llamada Fallen Angel, se componía de un ángel atormentado y castigado por llamas con una cruz de tres puntas como collar, que con el tiempo se convirtió en el símbolo de la banda. Por su parte, John Pasche —creador de la portada de Rocka Rolla— retomó el primer logotipo de la banda, que estaba escrito con letras góticas y que se había usado en 1972 para promocionar una gira por el Reino Unido. Le añadió un subrayado y un nuevo acabado en las letras pe y jota. Asimismo, en la contraportada, figuran en el centro Rob Halford con los brazos extendidos e imágenes individuales de los miembros del grupo con una fuente de luz difusa, todo ello adornado con las letras góticas en sus respectivos nombres y en los créditos de las canciones.

## Canciones

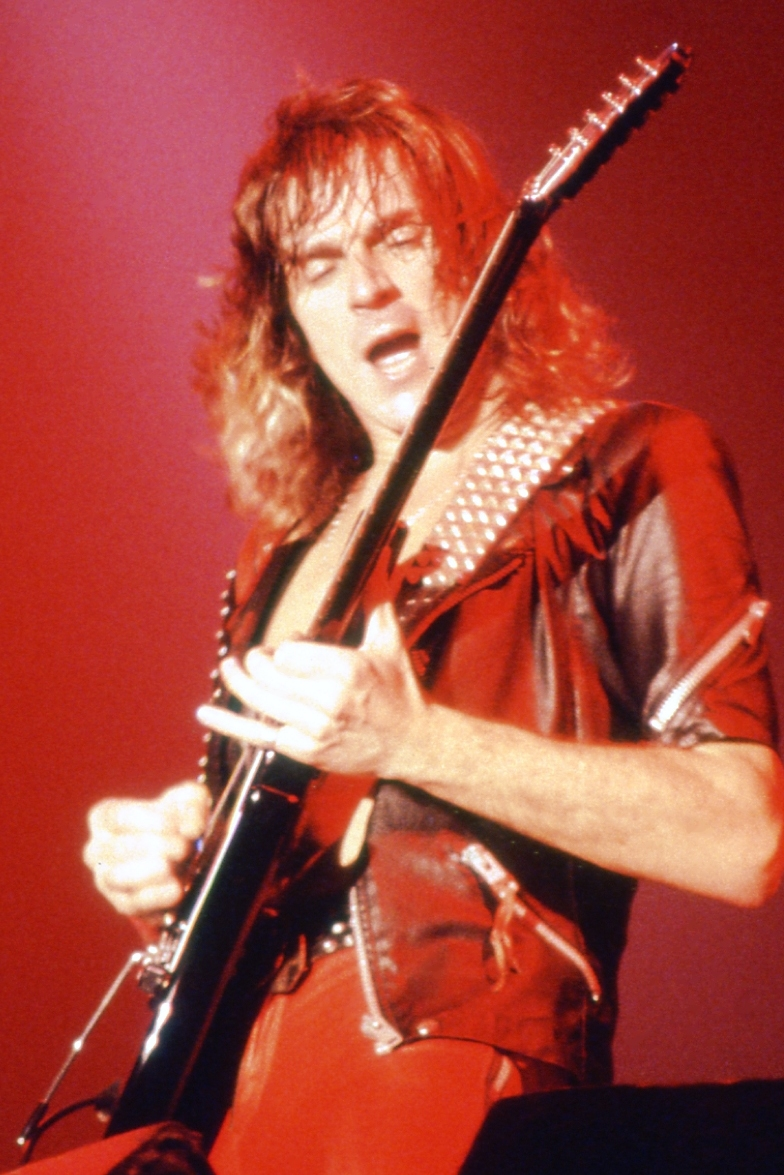
El guitarrista Glenn Tipton fue el principal compositor del álbum.

A diferencia del trabajo anterior, el guitarrista Glenn Tipton fue el principal compositor, ya que participó en todas las canciones del álbum. Algunas de ellas, como «The Ripper», «Epitaph» y «Prelude», las había escrito a las pocas semanas de haber ingresado a la banda, en 1974, mientras que «Island of Domination», «Deceiver» y «Genocide» las compuso junto a Rob Halford y K.K. Downing a mediados de 1975. Cabe mencionar que dentro de este proceso se grabó una versión de «Diamonds & Rust» —original de Joan Báez— pero se excluyó del listado a las pocas semanas de su lanzamiento.
Con cerca de ocho minutos de duración, «Victim of Changes» es la más dinámica del álbum en cuanto a ritmo, tesitura y riff de guitarras. Con una introducción de guitarras gemelas que conduce a su riff principal, su letra trata de una mujer que provoca el fin a una relación amorosa debido a su alcoholismo. Inspirada en «Black Dog» de Led Zeppelin, el pesado riff alterna con pasajes a capela en donde Halford tiene intervenciones en voz de cabeza, tanto en las pausas lentas como en la parte final del tema. «Victim of Changes» se compuso a partir de la fusión de las canciones «Whiskey Woman» y «Red Light Lady». La primera fue compuesta por Downing y por el exvocalista de la banda Al Atkins durante los primeros años de la banda, entretanto la segunda fue escrita por Halford mientras era parte de su anterior banda, Hiroshima. Por su parte, «The Ripper» habla sobre el famoso asesino en serie del siglo XIX Jack el destripador, desde su perspectiva de asesino.
«Dreamer Deceiver» es una power ballad que se caracteriza principalmente por hacer que se luzca el rango vocal de Halford. Sirve como introducción a «Deceiver», una canción con un riff de estilo técnico que anticipó el speed metal y que culmina con toques acústicos repetitivos. Al momento de su lanzamiento erróneamente le fue acreditada a Atkins, hecho que denunció él mismo y que obligó a eliminar dicha acreditación en las posteriores remasterizaciones. «Prelude» se inspira en la música barroca y está en mi bemol mayor en la escala menor natural con alternaciones de los sistemas tonales tónico y dominante. Es el único tema instrumental del disco; se compone de arreglos de teclados, guitarras y high toms. Cabe señalar que, a pesar de que su nombre significa «preludio», no tiene relación alguna con la siguiente canción. «Tyrant» es el único tema escrito por Tipton y Halford; posee varios cambios en su tempo y, en palabras del mismo vocalista, «[...] es una aversión a cualquier forma de control».
«Genocide» es la segunda pista con mayor duración. Posee un riff pesado inspirado en las canciones «Woman from Tokyo» y «Burn» de Deep Purple. Según Halford, es «un tema controversial, provocador y estimulador, con letras fuertes y gráficas». De acuerdo con el escritor Mikal Gilmore, es una de las primeras canciones del thrash metal y una gran inspiración para las bandas del metal extremo de los ochenta. Escrita solamente por Tipton, «Epitaph» es una pista tranquila interpretada únicamente con piano y con unas voces similares a las empleadas por Queen, cuyas letras expresan la frustración de los jóvenes en las ciudades modernas. Con un riff de guitarra complejo y con un estilo que recuerda a Black Sabbath según el escritor Andrew Cope, la pista final, «Island of Domination», trata sobre personajes ficticios —Skyrider, Nightdriver, Spinesnapper y Throatchoker— que torturan personas en una isla. Asimismo, Downing comentó que las letras de la canción eran personales para Halford y bromeó con que probablemente tengan algunas insinuaciones.

## Comentarios de la crítica
Según afirma David Moskowitz en el libro 100 Greatest Bands of All Time: A Guide to the Legends Who Rocked the World, el álbum fue criticado en su momento por algunos especialistas —entre ellos Dave Marsh, escritor de la primera edición de The Rolling Stone Album Guide— pero con el pasar de los años la opinión de los críticos cambió favorablemente, al punto de que Sad Wings of Destiny pasó a ser considerado «uno de los discos de metal más influyentes jamás hechos». Con una opinión similar, el escritor Mikal Gilmore destacó esta revalorización y afirmó que «es uno de los mejores álbumes del heavy metal». De igual manera, Martin Popoff en su libro The Collector's Guide to Heavy Metal lo nombró el «disco que reinventó el heavy metal». Por su parte, según el escritor Neil Daniels, tanto los fanáticos como los críticos y la propia banda han citado a Sad Wings of Destiny como el álbum que consolidó la imagen y el sonido de Judas Priest. Al respecto, Jason Heller de Pitchfork Media indicó: «Para muchos, es el primer álbum verdadero de Judas Priest, el punto en el cual la persistente sicodelia fue limitada para revelar un sonido más austero y más duro».
Steve Huey de Allmusic lo citó junto a Rising de Rainbow y Virgin Killer de Scorpions como álbumes cruciales para la evolución del género y además consideró que «llevó al heavy metal a nuevas profundidades de oscuridad y a nuevos niveles de precisión técnica». De igual modo, Huey mencionó que su destreza técnica y voces operísticas se consideran como el prototipo de lo que el género asimilaría más tarde en bandas como Iron Maiden; también afirmó que sus letras oscuras reaparecerían en la década siguiente en el thrash metal, en la música de Slayer y Metallica. Kris Nicholson, de Rolling Stone, comparó su intensidad y su «actitud malévola» con el disco Machine Head de Deep Purple. Eduardo Rivadavia del sitio Ultimate Classic Rock mencionó que con este disco Judas Priest marcó el comienzo de la segunda ola de bandas del género. Por su parte, Joe Divita de Loudwire consideró que «no sospechaba Judas Priest que acababan de crear una obra maestra del heavy metal». En 2015, Loudwire incluyó seis discos de la banda en la lista de los 100 mejores álbumes de metal de la vieja escuela de todos los tiempos; Sad Wings of Destiny se ubica en el puesto 26. Además, el mismo sitio realizó un ranking para calificar los álbumes de la banda de peor a mejor; Sad Wings of Destiny apareció en el puesto 3. Lo mismo hizo Ultimate Classic Rock en 2017 y lo ubicó en el cuarto puesto.

## Influencia posterior
Con los años el disco ha influido en algunos artistas de la escena hard rock y sobre todo del metal. Por ejemplo, a mediados de los setenta Van Halen en ciertas presentaciones tocaba «Victim of Changes» antes de que publicaran su álbum debut. También Dave Mustaine de Megadeth relató que su cuñado lo golpeó en la cara por escuchar el disco, que para él era satánico. Según el guitarrista, ese hecho fue un punto de inflexión en su vida. Decidió iniciar una carrera en el heavy metal como una manera de vengarse. A la vez, algunos músicos, como el mencionado Mustaine, Mikael Åkerfeldt de Opeth y el propio Rob Halford, han citado públicamente a Sad Wing of Destiny como su álbum favorito de la banda.
Algunas de sus canciones también han sido versionadas por otras agrupaciones, generalmente para algunos álbumes tributo o para sus respectivas producciones. En 1999 Overkill versionó «Tyrant» para su disco Coverkill. «Deceiver» fue grabada por la banda finlandesa Reverend Bizarre para su EP Dark World/Deceiver, mientras que «Dreamer Deceiver» por Skyclad para el disco A Tribute to Judas Priest: Legends of Metal Vol. II de 1997 y por Steel Prophet para A Tribute to the Priest de 2002. «Victim of Changes» fue registrada por Gamma Ray para el disco A Tribute to Judas Priest: Legends of Metal Vol. I (1996) y por Al Atkins para su disco Victim of Changes (1998). Por otra parte, «The Ripper» ha sido grabado por Mercyful Fate, Iced Earth, Agent Steel e Icarus Witch. Por último, en 2014 la banda Portrait realizó un cover de «Mother Sun» en el sencillo en CD We Were Not Alone; dicho tema se escribió durante las sesiones del álbum pero nunca ha sido publicado y solo existe como maqueta.
Por su parte, el ángel creado por Patrick Woodroffe se convirtió en un ícono de la carrera de la banda. En 1990 se empleó en la portada del disco Painkiller, que Halford describió como una versión futurista, y en 2005 se reutilizó en la carátula de Angel of Retribution. Según el autor Martin Popoff, las canciones «Angel» y «Judas Rising» —incluidas en este último disco— relatan una breve historia sobre él mismo. Por su parte, el amuleto dibujado en el cuello del ángel —que con el tiempo pasó a llamarse el «diapasón del diablo»— se ha usado como un distintivo de Judas Priest en las posteriores producciones, giras musicales y en productos de mercadotecnia.

## Lista de canciones
| N.º | Título                 | Escritor(es)                     | Duración |  |
| 1.  | «Victim of Changes»    | Atkins, Downing, Halford, Tipton | 7:47     |  |
| 2.  | «The Ripper»           | Tipton                           | 2:51     |  |
| 3.  | «Dreamer Deceiver»     | Atkins, Downing, Halford, Tipton | 5:51     |  |
| 4.  | «Deceiver»             | Downing, Halford, Tipton         | 2:46     |  |
| 5.  | «Prelude»              | Tipton                           | 2:02     |  |
| 6.  | «Tyrant»               | Halford, Tipton                  | 4:28     |  |
| 7.  | «Genocide»             | Downing, Halford, Tipton         | 5:51     |  |
| 8.  | «Epitaph»              | Tipton                           | 3:08     |  |
| 9.  | «Island of Domination» | Downing, Halford, Tipton         | 4:32     |  |

## Créditos
| - Rob Halford: voz - K.K. Downing: guitarra eléctrica - Glenn Tipton: guitarra eléctrica, piano y coros - Ian Hill: bajo - Alan Moore: batería | - Jeffrey Calvert, Max West y Judas Priest: producción - Jeffrey Calvert, Dave Charles y Chris Tsangarides: ingeniería - Neil French: concepto de portada - Patrick Woodroffe: ilustración - John Pasche: dirección de arte - Alan Johnson y Lorentz Gullachsen: fotografía |

- Fuente: Allmusic[51]